# Charles Higham
Pour les articles homonymes, voir Higham.
Charles Higham, né le 18 février 1931 à Londres et mort le 21 avril 2012  à Los Angeles,, est un écrivain britannique spécialiste des biographies.

## Œuvres

### Biographie
- L'aviateur : La vraie vie de Howard Hughes,  (ISBN 978-2702135372)
- Charles Laughton,  (ISBN 978-0340244937)
- Rose Kennedy,  (ISBN 978-2749104041)
- Wallis Simpson : La scandaleuse duchesse de Windsor,  (ISBN 978-2709625487)
- Cary Grant, un cœur solitaire,  (ISBN 978-2865831371)
- Errol Flynn: The Untold Story,  (ISBN 978-0440123071)
- Brando, traduit par Francine Siety, mai 1988, Paris, ed. Carrere, 312 p.

### Théâtre et film
- The Films of Orson Welles
- Kate
- Bette, the Life of Bette Davis
- Howard Hughes
- Hollywood in the Forties (co-written with Joel Greenberg)
- Errol Flynn: The Untold Story
- Merchant of Dreams: Louis B. Mayer, M.G.M., and the Secret Hollywood
- Sisters: The Story of Olivia De Haviland and Joan Fontaine
- Murder in Hollywood: Solving a Silent Screen Mystery
- Audrey: a Biography of Audrey Hepburn
- Marlene
- Charles Laughton
- The Art of the American film, 1900-1971

### Royauté
- Elizabeth and Philip: The Untold Story
- The Duchess of Windsor

### Fiction
- The Midnight Tree

### Divers
- The Adventures Of Conan Doyle
- Dark Lady: Winston Churchill's Mother and Her World

### Poésie
- A Distant Star
- Spring And Death
- The Earthbound
- Noonday Country
- The Voyage To Brindisi

### Anthologies
- They Came To Australia
- Australians Abroad
- Penguin Australian Writing Today

### Politique
- Trading With The Enemy: The Nazi-American Money Plot 1933-1949
- American Swastika